# Sněmovna lidu Federálního shromáždění

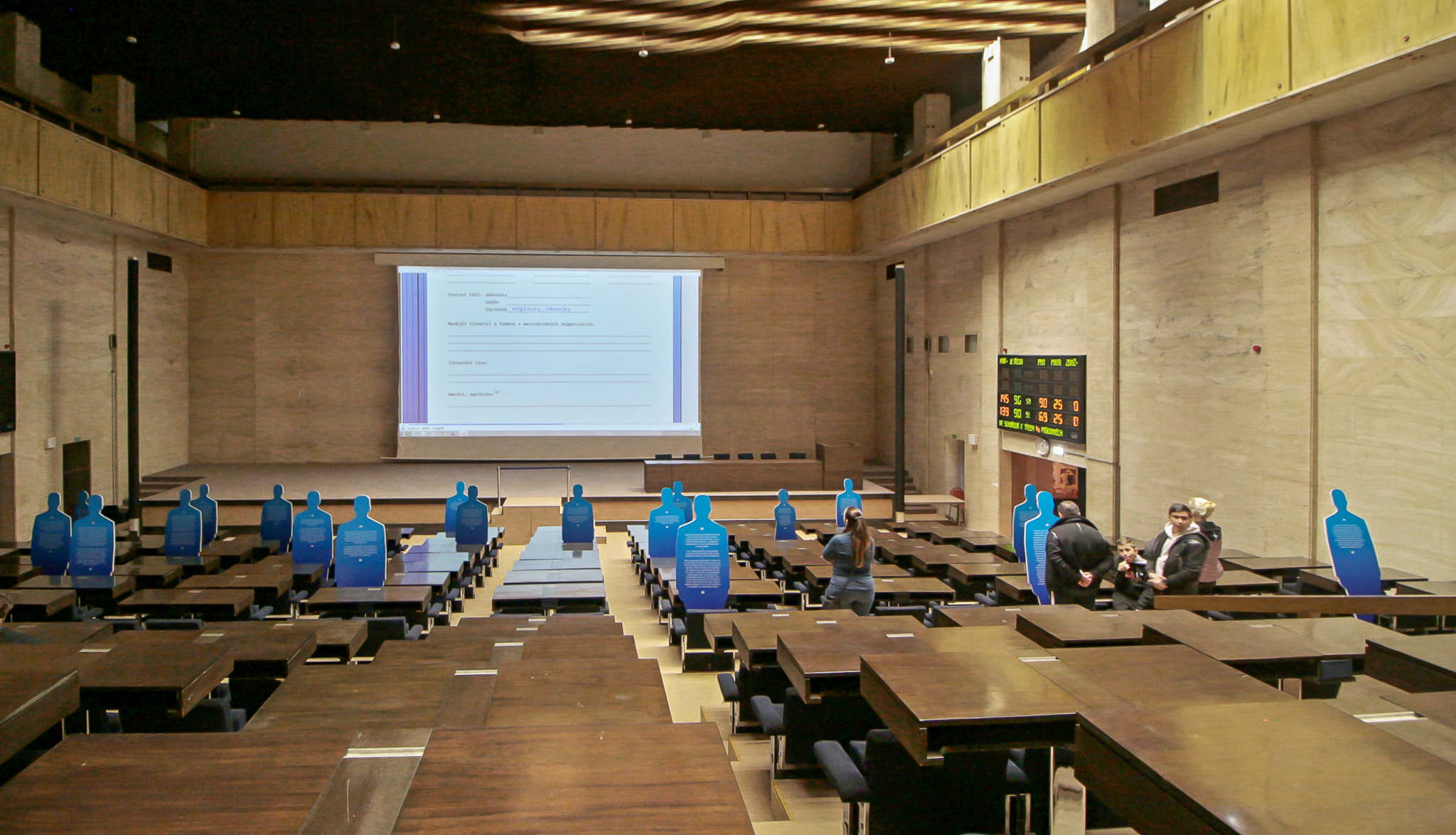
Sněmovna lidu

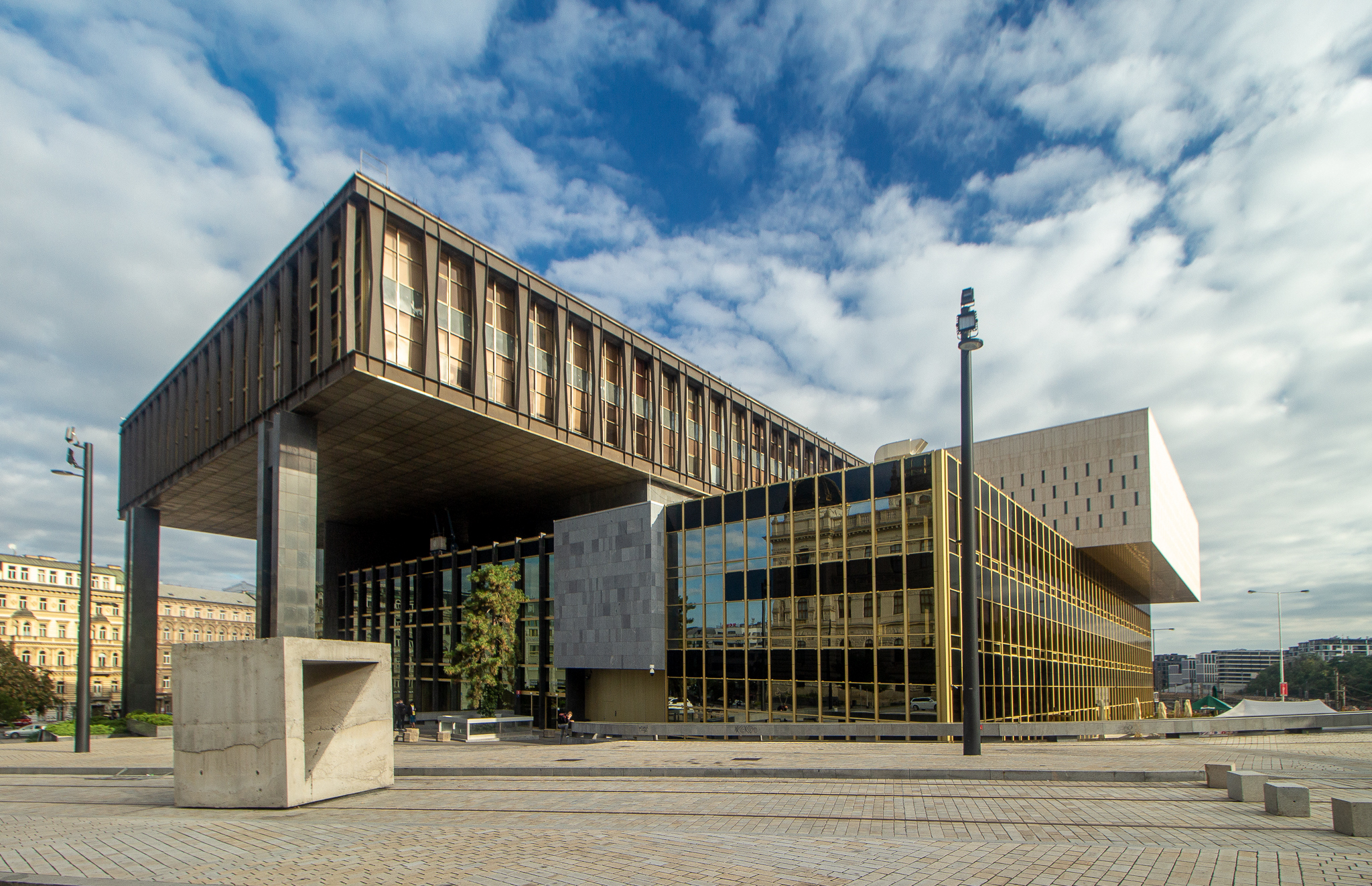
Budova bývalého Federálního shromáždění, v současnosti slouží jako nová budova Národního muzea

Sněmovna lidu Federálního shromáždění (SL FS) byla jednou ze dvou rovnoprávných komor parlamentu Československé socialistické republiky (ČSSR), po sametové revoluci následně České a Slovenské Federativní Republiky (ČSFR), Federálního shromáždění. Vznikla dne 1. ledna 1969 účinností ústavního zákona o československé federaci z Národního shromáždění ČSSR. Zanikla k 31. prosinci 1992 se zánikem československé federace.

## Popis
Sněmovna lidu měla v letech 1969-89 200 poslanců, ústavním zákonem č. 46/1990 Sb. z 27. února 1990 byl počet poslanců snížen na 150. Poslanci byli voleni v celé ČSSR, respektive ČSFR přímou volbou na pětileté funkční období. Protože volbou v celé federální republice bylo zvoleno více Čechů, bylo přijato v zákoně o federalizaci opatření proti majorizaci slovenských poslanců (druhá komora Sněmovna národů byla volena paritně z poloviny z České a z poloviny ze Slovenské republiky). Sněmovna byla usnášeníschopná při účasti alespoň nadpoloviční většiny poslanců.

## Historie
Na páté schůzi v roce 1969 sněmovna jednomyslně odhlasovala, aby poslanci Jan Šubrt, Jiří Pelikán (kteří emigrovali), Gertruda Sekaninová-Čakrtová, František Kriegel, František Vodsloň, Božena Fuková (kteří hlasovali proti přijetí smlouvy o dočasném pobytu sovětských vojsk) a Václav Prchlík byli zbaveni poslaneckého mandátu, protože "jejich postoje a činnost jsou v příkrém rozporu se zájmy lidu, v příkrém rozporu s politikou Národní fronty, rozešli se s politikou stran, které je do funkce poslance navrhly a doporučily". Na jejich místo byli stejným způsobem – jednomyslným rozhodnutím Sněmovny – kooptováni Jaroslav Kožešník, Vladimír Vedra, Jan Fojtík a Vladimír Mařík.

## Funkční období
- 1969–1971: předseda Josef Smrkovský (1969), Soňa Pennigerová[4]
- 1971–1976: volby roku 1971, předseda Václav David[5]
- 1976–1981: volby 1976, předseda Václav David[6]
- 1981–1986: volby roku 1981, předseda Václav David[7]
- 1986–1990: volby roku 1986, kooptace 1989–1990, předseda Vladimír Vedra (1986–1989), Josef Bartončík[8]
- 1990–1992: volby roky 1990, předseda Rudolf Battěk
- 1992: volby roku 1992, předseda Václav Benda

## Počet poslanců volených v České republice a Slovenské republice
| Republika | 1971 | 1976 | 1981 | 1986 | 1990 | 1992 |
| --------- | ---- | ---- | ---- | ---- | ---- | ---- |
| ČSR / ČR  | 137  | 136  | 136  | 134  | 101  | 99   |
| SSR / SR  | 63   | 64   | 64   | 66   | 49   | 51   |
| Celkem    | 200  | 200  | 200  | 200  | 150  | 150  |